# Хеллебаут, Тиа
Ти́а Хе́ллебаут (нидерл. Tia Hellebaut; род. 16 февраля 1978 года, Антверпен, Бельгия) — бельгийская легкоатлетка, специализация — прыжки в высоту. Олимпийская чемпионка 2008 года, чемпионка мира и Европы. 
- Личный рекорд — 205 см (и в помещении, и на открытом воздухе).
- Спортсменка года Бельгии (2008).

## Общая информация
В 2009 году Тиа стала кавалером Большого Креста Ордена Короны.
У Хеллебаут есть две дочери: Лотте (родилась 09 июня 2009 года) и Сарче (родилась в феврале 2011 года)

## Спортивная карьера
Хеллебаут первоначально специализировалась в семиборье, но с 2006 переключилась на свой любимый вид — прыжки в высоту.
В декабре 2008 года Тиа заявила об уходе из большого спорта в связи с беременностью. 16 февраля 2010 года Хеллебаут заявила о своем возвращении в большой спорт. Она собирается полностью сконцентрироваться на прыжках в высоту и надеется принять участие в Олимпийских играх 2012 года. В августе 2010 Хеллебаут сообщила о второй беременности, поставившей под сомнение продолжение спортивной карьеры.
Выиграла «золото» в прыжках в высоту на Чемпионате Европы по лёгкой атлетике 2006 года и на Чемпионате Европы по лёгкой атлетике в помещении 2007. Чемпионка мира 2008 года в пятиборье в помещении. Чемпионка Олимпийских игр 2008 года в Пекине в прыжках в высоту. Единственная олимпийская чемпионка от Бельгии на Олимпиаде-2008 в Пекине.
В 2012 году на Олимпийских играх в Лондоне заняла 5 место.
В 2013 году на чемпионате Европы в помещении в Гётеборге стала лишь 8-й. После этого завершила спортивную карьеру.

## Статистика выступлений на крупнейших турнирах
| Год  | Соревнование                                             | Место                     | Вид                   | Результат | Спортивный результат |
| ---- | -------------------------------------------------------- | ------------------------- | --------------------- | --------- | -------------------- |
| 1995 | European Youth Olympic Days                              | Бат, Великобритания       | Прыжок в высоту       | 9-я       | 1,75 м               |
| 1997 | Чемпионат Европы среди юниоров                           | Любляна, Словения         | Семиборье             | 11-й      | 5157 очков           |
| 1999 | Чемпионат Европы (Для возрастной группы от 20 до 22 лет) | Гётеборг, Швеция          | Семиборье             | 6-я       | 5548 очков           |
| 2000 | Чемпионат Европы в зале                                  | Гент, Бельгия             | Современное пятиборье | 14-я      |                      |
| 2001 | Чемпионат мира                                           | Эдмонтон, Канада          | Семиборье             | 14-я      | 5680 очки            |
| 2003 | Чемпионат мира                                           | Париж, Франция            | Семиборье             | НФ        |                      |
| 2004 | Чемпионат мира в залах                                   | Будапешт, Венгрия         | Семиборье             | 5-я       | 4526 очков           |
| 2004 | Олимпийские игры                                         | Афины, Греция             | Прыжок в высоту       | 12-я      | 1,85 м               |
| 2005 | Чемпионат мира                                           | Хельсинки, Финляндия      | Прыжок в высоту       | 6-я       | 1,93 м               |
| 2006 | Чемпионат мира в залах                                   | Хельсинки, Финляндия      | Прыжок в высоту       | 6-я       | 1,93 м               |
| 2006 | Чемпионат Европы                                         | Гётеборг, Швеция          | Прыжок в высоту       | 1-я       | 2,03 м               |
| 2006 | Этап Золотой лиги IAAF                                   | Брюссель, Бельгия         | Прыжок в высоту       | 1-я       | 1,98 м               |
| 2006 | Этап Золотой лиги IAAF                                   | Берлин, Германия          | Прыжок в высоту       | 1-я       | 2,00 м               |
| 2007 | Golden High Jump Gala                                    | Брюссель, Бельгия         | Прыжок в высоту       | 1-я       | 2,00 м               |
| 2007 | Чемпионат Европы в залах                                 | Бирмингем, Великобритания | Прыжок в высоту       | 1-я       | 2,05 м               |
| 2007 | Чемпионат мира                                           | Осака, Япония             | Прыжок в высоту       | 14-я      | 1,90 м               |
| 2008 | Чемпионат мира в залах                                   | Валенсия, Испания         | Семиборье             | 1-я       | 4867 очков           |
| 2008 | Олимпийские игры                                         | Пекин, Китай              | Прыжок в высоту       | 1-я       | 2,05 м               |
| 2008 | Мировой легкоатлетический финал                          | Штутгарт, Германия        | Прыжок в высоту       | 3-я       | 1,97 м               |
| 2010 | Чемпионат Европы                                         | Барселона, Испания        | Прыжок в высоту       | 5-я       | 1,97 м               |